# Karl von Paucker
Karl Heinrich Johann von Paucker (russisch Карл Егорович Паукер; * 7. Dezemberjul. / 19. Dezember 1820greg. in Mitau; † 7. Augustjul. / 19. August 1883greg. in Reval) war ein deutsch-kurländischer Professor für Klassische Philologie.

## Leben

### Herkunft und Familie
Er war Sohn des evangelischen Oberlehrers in Kurland Magnus Georg Paucker (1787–1855).
Paucker vermählte sich 1872 in Reval mit Elise von Baggehufwudt aus dem Hause Woibifer. Sie entstammte demselben Haus wie seine Mutter Anna Christina Wilhelmine von Baggehufwudt († 1835). Hermann von Paucker (1822–1889) war sein Bruder.

### Werdegang
Paucker  besuchte seit 1833 das Gymnasium Mitau. An der Kaiserlichen Universität Dorpat studierte er bei Ludwig Preller Klassische Philologie. Im Dezember 1844 ging er nach Berlin, wo er drei Jahre August Böckh hörte. Nach Dorpat zurückgekehrt, wurde er im März 1850 zum Magister promoviert. 
Im selben Jahre wurde er Oberlehrer (vor allem für Griechisch) am Gymnasium in Mitau, bis er 1861 als a. o. Professor für Klassische Philologie und Pädagogik an die Universität Dorpat berufen wurde. Nachdem er im März 1870 zum Dr. phil. promoviert worden war, wurde er o. Professor, 1872–1874 auch Dekan der Philosophischen Fakultät. Nach 25-jähriger Dienstzeit wurde er 1875 in den Ruhestand versetzt. 
Eine neue Berufung an die traditionsreiche Universität Kasan in Russland lehnte er ab, übernahm aber noch für einige Jahre die Stellung als Direktor der Kurländischen Gouvernementsschule in Mitau. Die letzten Lebensjahre verbrachte er in Reval.
Pauckers zahlreiche antiquarische Abhandlungen erschienen teils in den „Arbeiten der Kurländischen Gesellschaft“ (Alcon, der Heros der paionischen Heilkraft; Das attische Palladiou und andere), teils in Eduard Gerhards „Denkmälern“ (Achilles auf Leuke; Termeros; Perseus und Andromeda; Dioskuren in Delphi und andere).
Die philologische Arbeit erstreckte sich auf die lateinische Sprachgeschichte, Wortbildungslehre und Lexikografie.

## Veröffentlichungen
- De Sophocle medici herois sacerdote, Magisterarbeit 1850
- De latinitate scriptorum historiae Augustae, Dissertation 1870
- Beiträge zur Lateinischen Lexicographie und Wortbildungsgeschichte, 1874